# Австріцизм

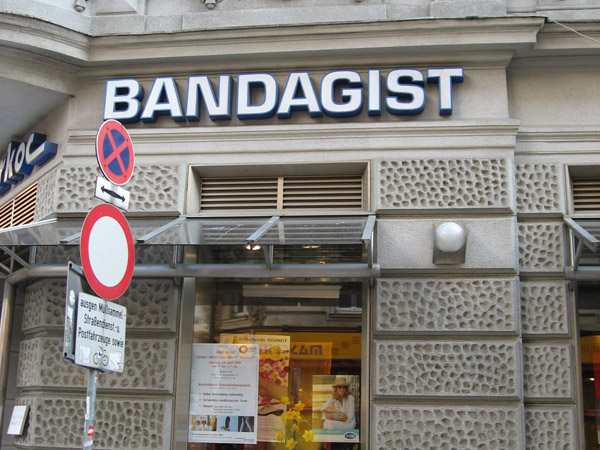

Австріцизм (нім. Austriazismus) — вираз чи слово, що є нормою виключно в австрійському варіанті німецької мови, що використовується у ньому нарівні з власне німецькими словами. Австріцизми не визнаються в Німеччині і є порушенням мовних норм, проте з позицій плюрицентричної концепції всі австріцизми визнані словами і виразами верхньонімецької мови, але зовсім не діалектними. Існує принаймні 7 000 австріцизмів, прийнятих в окремих регіонах Австрії. Багато з них мають обіг у районах поширення баварського діалекту — крім самої Австрії, також у Баварії та Південному Тіролі. 1951 року випущено перший словник австріцизмів — Österreichisches Wörterbuch, який містив правила написання слів.
Приклади австріцизмів: hackeln → arbeiten, Krätze (f) → Wundschorf, Kukuruz (m; із слов'янських мов, також в баварському) → Mais, Baba! → Tschüss, Batterl (n) → Lätzchen, Bandagist → Geschäft für Sanitätswaren, Orthopädietechniker, fesch → attraktiv, Grießkoch (m) → Grießbrei, Wuzler (m) → Tischfußball, zum Fleiß [etwas tun] → mit voller Absicht [etwas tun], urassen → verschwenden, Jänner (m) → Januar, Gitschn (m) → Mädchen, gnädig → часто в значенні wichtig.